# Jonas Nilsson Fristedt

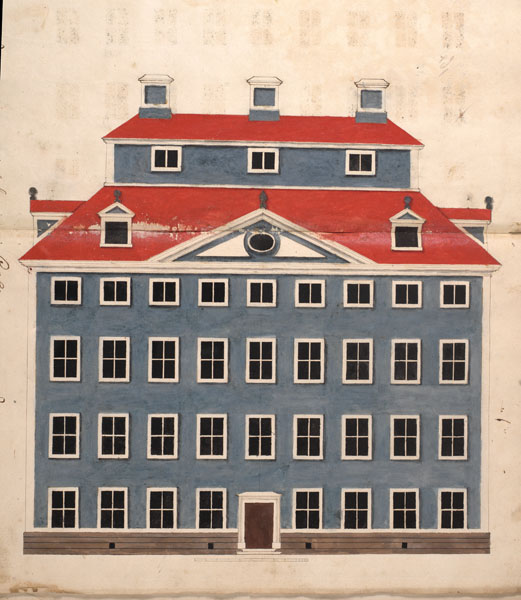
Jonas Nilsson Fristedt, Mästerstycke nummer 32 i Murmester Embetet i Stockholm från år 1695.

Jonas Nilsson Fristedt, född okänt år i Stockholm, död 1763, var en svensk slottsmurmästare och ålderman, huvudsakligen verksam i Stockholm under 1700-talets första hälft. Jonas Fristedt blev med tiden en av de mest berömda murmästarna i Stockholm i början på 1700-talet. 

## Biografi
Jonas Nilsson skrevs in i Murmestare Embetet i Stockholm den 15 november 1678. Fristedts mästerstycke var nummer 32 i Murmästareämbetet och han blev mästare nummer 62, dit han inträdde år 1695. År 1695 ritade han sitt mästerstycke och trädde därmed in samma år i Murmestare Embetet. 
I Jonas Nilsson Fristedts mästerstycke uppträder det typiskt svenska säteritaket för första gången. Taket är möjligen inspirerat av Riddarhuspalatset, som uppfördes 1641-1674 i Gamla stan och var i allmänt bruk på både stadsbyggnader och på karolinska herrgårdar till långt in på 1700-talet. Fasaden är ganska enkelt utformad, men utmärker sig ändå genom den ovanliga blå färgen. Ritningarna är påskrivna av åldermannen Hans Albrechtsson, samt av bisittarna Jörgen Helmich och Mårten Haak (även Hack). Fristedt ritade byggnaden, som består av fem planer, en fönsterlös gavelfasad och en sektion samt gjorde materialberäkning.
Fristedt var under åren 1704–1730 slottsbyggmästare och murmästarålderman i Stockholm. Det innebar att han var vald till föreståndare för Stockholms murmästarskrå. Han var nära medarbetare till Nicodemus Tessin den yngre, som blivit slottsarkitekt 1681 och stadsarkitekt 1682, året därpå. Tessin genomdrev att slottsmurmästaren i fortsättningen skulle vara ålderman och magistraten tillsatte då Jonas Nilsson Fristedt. Ingen murare fick skrivas ut som gesäll eller tillåtas avlägga mästarprov utan den mäktige tillsynsmannens godkännande. Protokollen visar, att Tessin också måttsatte underlag till mästarstyckeritningar och bedömde de färdiga ritningarnas fel och förtjänster. Slottsbygget hade alltid företräde, och slottsarkitekten kunde därför bestämma vilka gesäller som skulle arbeta där.

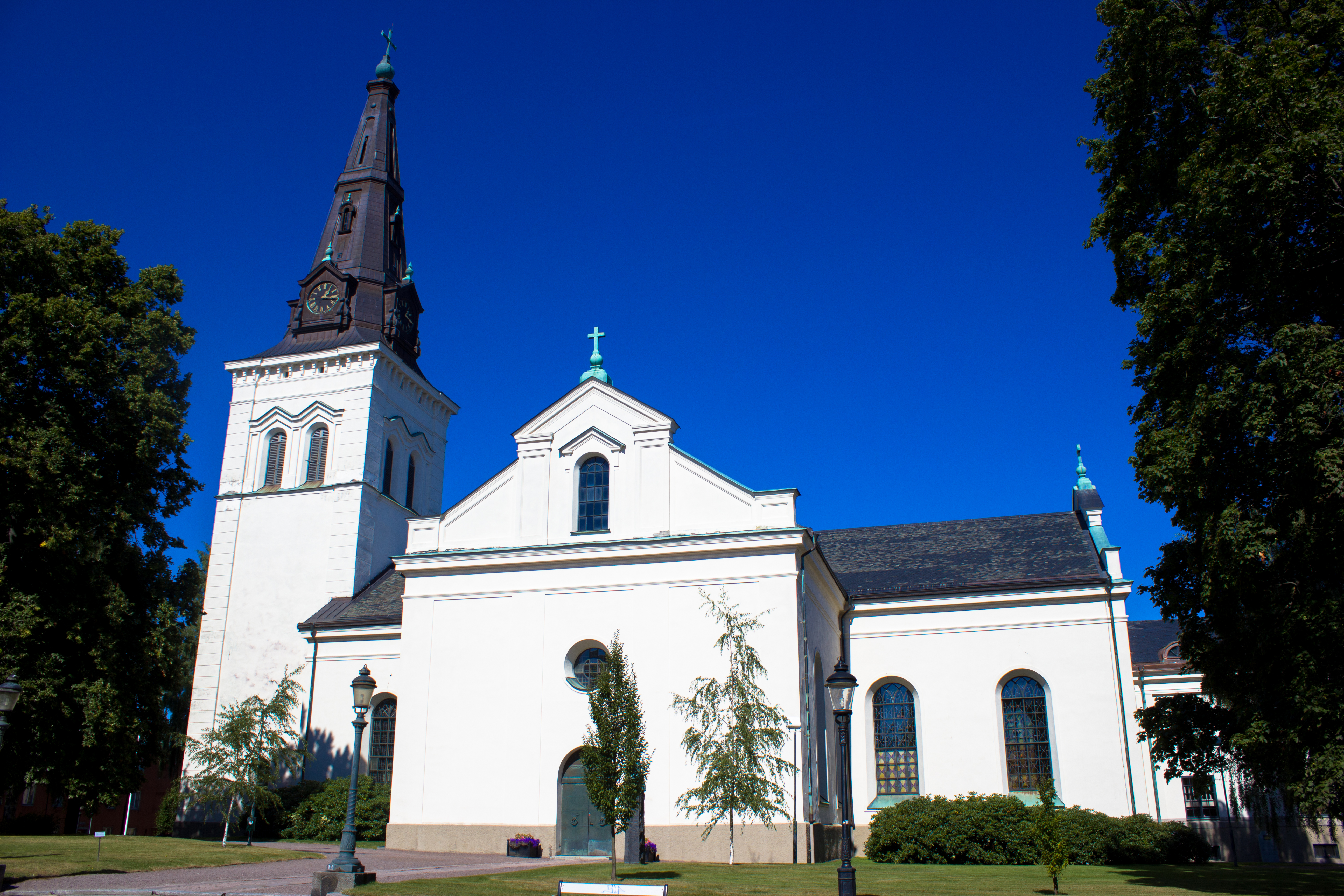
Karlstads domkyrka.

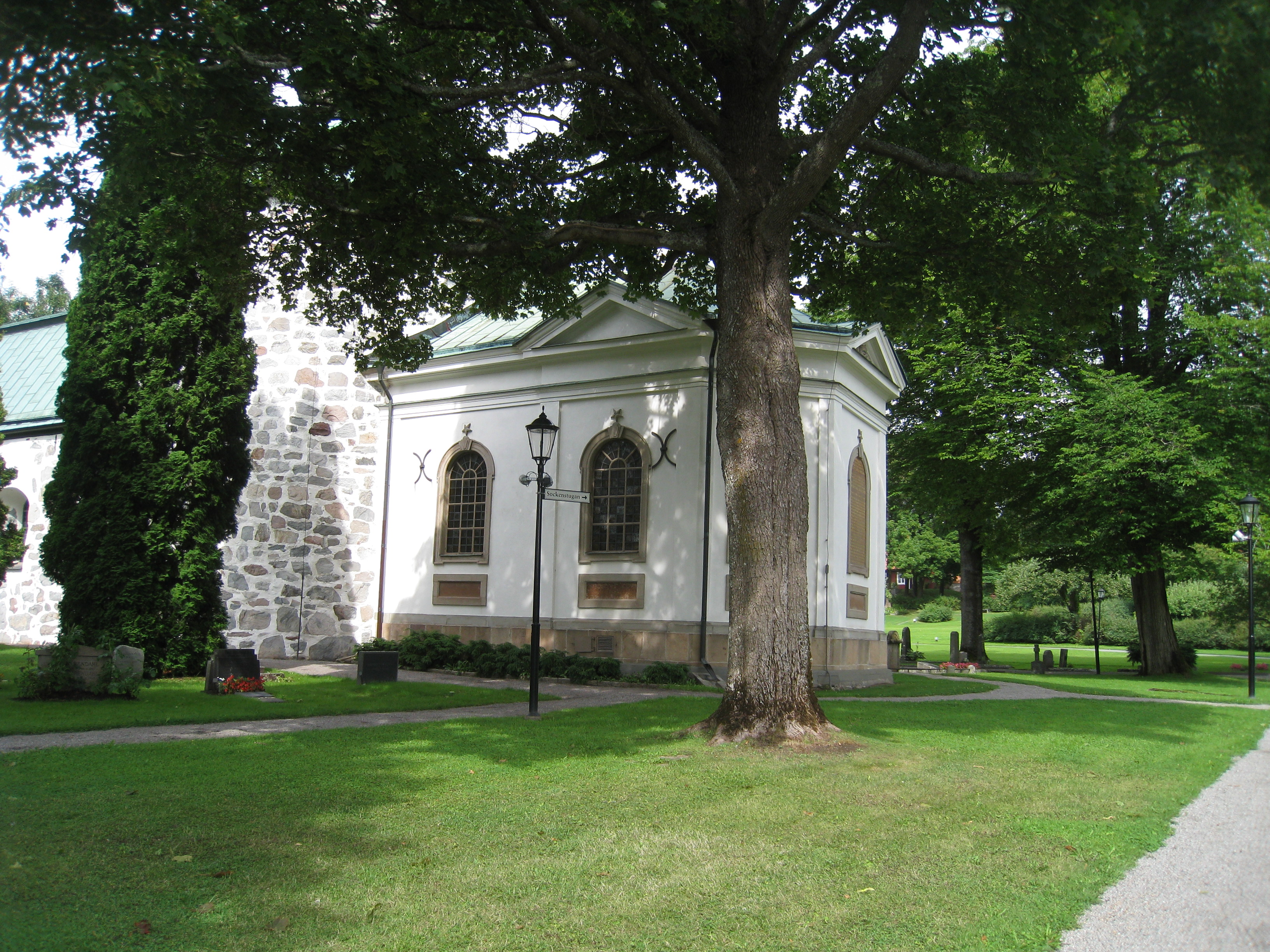
Stierncronas gravkor vid Bromma kyrka, byggt efter ritningar av Jonas Fristedt.

Bevarade dokument från byggnationen av Karlstads domkyrka visar att byggmästaren Christian Haller förde underhandlingar med Jonas Nilsson Fristedt från Stockholm. Fristedt hade tydligen gett ett kostnadsförslag och troligen också ritningar till den nya byggnaden av Karlstads domkyrka. Den gamla kyrkan brann ned 1719 och den nya uppfördes 1723-1730 på Lagberget. Karlstads domkyrka byggdes med Kungsholms kyrka i Stockholm som förebild. Arkitekt var slottsbyggmästaren och murmästaråldermannen Jonas Nilsson Fristedt och det var murmästaren Christian Haller från Sachsen i Tyskland som murade upp den. Den som både praktiskt och ekonomiskt ansvarade för byggenskapen var domkyrkosysslomannens Johan Hasselström (1683-1762), vars porträtt hänger i sakristian. Kyrkan uppfördes således av en murmästare och senare även byggmästare Christian Haller, som flyttade till Karlstad 1720 från  dåvarande kurfurstendömet Sachsen. I Karlstad ledde Haller 1723-1730 arbetet med att bygga upp Karlstads nya domkyrka, efter den stora stadsbranden där 1719. Den ursprungliga Karlstads domkyrka hade stora likheter med Kungsholms kyrka i Stockholm, som Fristedt antagligen också ritat. Båda dessa kyrkor är utformade som ett grekiskt kors och med valmat tak. I sin tur är Kungsholms kyrka en förenklad och modifierad kopia av Katarina kyrka i Stockholm.
Vid Bromma kyrka revs det medeltida koret omkring år 1728 och då uppfördes det nuvarande koret på platsen. Koret byggdes som ett gravkor för ätten Stierncrona på beställning av friherre Gabriel Stierncrona (1669-1723) efter ritningar av murmästaråldermannen Jonas Fristedt. Utvändigt ser man ovanför alla fönstren släktens vapen, en stjärna. På östra gaveln sitter en minnestavla över Gabriel Stierncrona och hans maka Antoinetta Maria Amya med text på latin. Denna gravkammare, som byggdes mot norr och öster, fanns under det nuvarande koret. År 1906 ändrades gravkoret till pannrum och innehållet i gravkammaren flyttades då till kyrkogården. Gabriel Stierncronas begravningsvapen finns nu uppsatt i kyrkan i det Hjärneska gravkoret.
Jonas Nilsson Fristedt var vid sin död 1763 "kunglig slottsstenhuggarmästare" och "ålderman". Vid bouppteckningen noterades handlingar från Fristedts arbeten vid Stockholms slott, Drottningholms slott och Uppsala slott.